# Ulotrichaceae
Famille
Synonymes
- Acrosiphoniaceae

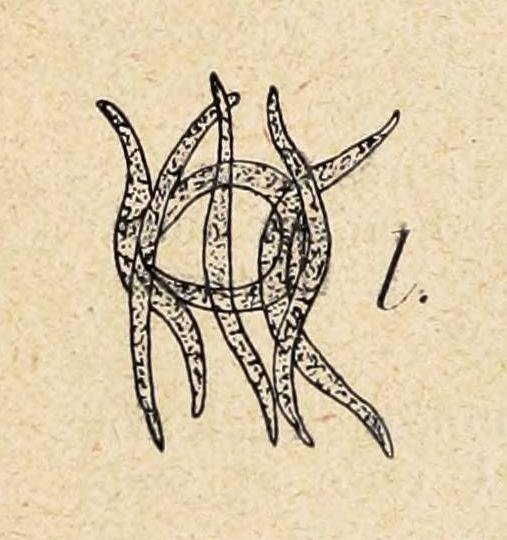
Illustration de Dactylococcopsis rhaphidioides Hansg. 1888

Les Ulotrichaceae sont une famille d'algues vertes de l'ordre des Ulotrichales.

## Étymologie
Le nom vient du genre type Ulothrix dérivé du grec ουλοσ / oulos, frisé, et θριξ / thrix, cheveu, en référence à la structure de l'algue « divisée en découpures linéaires ciliées et crêpues ».  

## Liste des genres
Selon ITIS (21 juillet 2017) :
- Acrosiphonia J. Agardh
- Binuclearia Wittrock, 1886
- Capsosiphon Gobi
- Codiolum A. Braun
- Dactylococcopsis Hansgirg, 1888
- Geminella Turpin, 1828
- Hormidiospora Vinatzer
- Planctonema W. Schmidle, 1903
- Raphidonema Lagerheim, 1892
- Spongomorpha Kützing
- Ulothrix Kuetzing, 1836
- Urospora Areschoug